# Oslobodilačka revolucija (Argentina)
Oslobodilačka revolucija (španjolski: Revolución Libertadora) bila je vojni i civilni ustanak kojim je završio drugi predsjednički mandat Juana Peróna u Argentini 16. rujna 1955. godine.

## Povijest

### Početci
Perón je za predsjednika prvi put izabran 1946. godine. Godine 1949. donesen je ustavni amandman pod pokroviteljstvom Vlade za niz radničkih prava i mogućnost konsekutivnog reizbora predsjednika. Perón je zatim ponovo izabran za predsjednika 1952. godine. U to su vrijeme njegovu vlast masovno podržavali sindikati, vojska i Katolička crkva.
Međutim gospodarski problemi, neke od Vladinih stajališta i Perónov kult ličnosti promijenili mnogo toga. Oporba je kritizirala Peróna zbog njegovog tretmana političkih protivnika. Pisci, umjetnici, političari i drugi intelektualci su bili maltretirani, a ponekad i prognani. Vladin odnos s Katoličkom crkvom također se pogoršao. Distanciranjem Crkve od Peróna, vlada koja je Crkvi isprva davala povlastice sada ih je oduzela na izrazito konfliktan način. Crkva je do 1954. javno bila protiv Peróna, što je utjecalo na neke dijelove vojske.

### Ustanak vojske
Oko 1955. godine, Perón je izgubio podršku velikog dijela vojske koja se urotila s drugim političkim akterima (pripadnicima Radikalne stranke i Socijalističke stranke, kao i konzervativnim skupinama). Posljedicom toga je došlo je do nemira u više dijelova Argentine. Dana 14. lipnja, katolički biskupi su izjasnili stavove protiv Peróna tijekom tjelovske procesije koja se pretvorila u demonstraciju protiv vlade.
Potom su 16. lipnja argentinska mornarica i ratno zrakoplovstvo bombardirali Plaza de Mayo, ranivši ili ubivši nekoliko stotina civila. U znak odmazde, ekstremističke skupine Peronista napale su i spalile više crkava tokom noći, vjerojatno na poticaj potpredsjednika Alberta Teisairea. Jedina značajna potpora Perónu dolazila je iz CGT-a (Confederación General del Trabajo, hrv. „Opći radnički sindikat”) koja je pozivala radnike na obranu predsjednika. 
Dana 16. rujna, novim ustankom kojem su predvodili general Eduardo Lonardi, general Pedro E. Aramburu i kontraadmiral Isaac Rojas, Perón je svrgnut i uspostavljena je privremena Vlada. U nekoliko dana došlo je do borbe u 
mjestima kao što su grad Córdoba (gdje se nalazilo Lonardijevo središnje zapovjedništvo), pomorska baza Puerto Belgrano u blizini Bahíe Blance, još jedna pomorska baza u Ríu Santiagu i nekoliko vojnih garnizona u provinciji Corrientes. Pobunu u Corrientesu, koja je u početku bila ugušena, predvodio je Pedro Eugenio Aramburu, koji je postao jedna od glavnih figura u budućoj Vladi. Grad Mar del Plata je podvrgnut pomorskom bombardiranju 19. rujna, a iskočili su i raštrkani okršaji te zračni napadi drugdje, uključujući i u Buenos Airesu. Pri tome je više od 200 osoba ubijeno.

### Perónova ostavka i nakon revolucije
Shvativši da je Argentina na rubu građanskog rata, Perón je podnio ostavku i potražio azil u Paragvaju. Dana 23. rujna, general Lonardi je preuzeo ulogu predsjednika i održao govor s balkona Case Rosade, rekavši da neće biti „ni pobjednika niti poraženih” (španj. ni vencedores ni vencidos; izjava Justa de Urquize nakon pobjede nad Juanom de Rosasom u bitci kod Caserosa). Lonardi je obećao da će privremena uprava biti smjenjena čim se država „reorganizira”. Njegov pomirljivi stav donio mu je protivljenje tvrdolinijaša, a u studenom je Lonardi svrgnut unutarnjim državnim udarom, a za predsjednika je postavljen general Pedro Aramburu.
Nakon Oslobodilačke revolucije, Perón i njegovi sljedbenici bili su optuženi za izdaju, a posmrtni ostaci Perónove žene, Eve Perón, u tajnosti su premješteni u Italiju te pokopani na groblju u Milanu pod lažnim imenom. Javno spominjanje Peróna ili njegove pokojne supruge, uključujući  pjesme, spise i slike, bilo je zabranjeno. Peronistička stranka bila je zabranjena do Perónova povratka 1973. godine, iako je Perón utjecao na rezultate izbora 1958. i 1963. godine iz egzila u Madridu.